# Göllersdorf
Göllersdorf est une commune autrichienne de 3064 habitants (au 1er janvier 2020) du district de Hollabrunn en Basse-Autriche.

## Géographie
Göllersdorf se situe dans le Weinviertel en Basse-Autriche à environ 45 km au nord-est de Vienne dans la vallée du Göllersbach. Le territoire de la commune s'étend sur 59,56 km², environ un tiers de cette surface est boisée.

## Histoire
Le territoire actuel de la commune était déjà peuplé au Néolithique. Le premier acte faisant référence à Göllersdorf date de 1130. Il est établi qu'un marché existait à Göllersdorf dès 1468.
Le château de Göllersdorf est un bâtiment Renaissance du XVIe siècle contenant des éléments datant des années 1460. Il héberge aujourd'hui le centre de détention de Göllersdorf. 

## Culture et attractions touristiques
- Château de Göllersdorf : château de la Renaissance. Héberge actuellement le centre de détention de Göllersdorf pour les délinquants mentalement anormaux.
- Château de Schönborn : baroque, une œuvre de Johann Lucas von Hildebrandt, également architecte du pavillon de chasse du comte Schönborn à Porrau. 
  - Dans le parc du château: le terrain de golf du château de Schönborn.

## Personnalités
- Anton Reyberger (1757-1818), théologien catholique, recteur de l'université de Vienne et abbé de Melk, est né à Göllersdorf.
- Wilhelm Scherer (1841–1886), germaniste autrichien, l'un des plus influents germanistes de la fin du XIXe siècle, demi-frère de Anton von Stadler.
- Anton von Stadler (1850–1917), peintre austro-allemand, directeur de l'académie des beaux-arts de Munich.